# 宜蘭機場

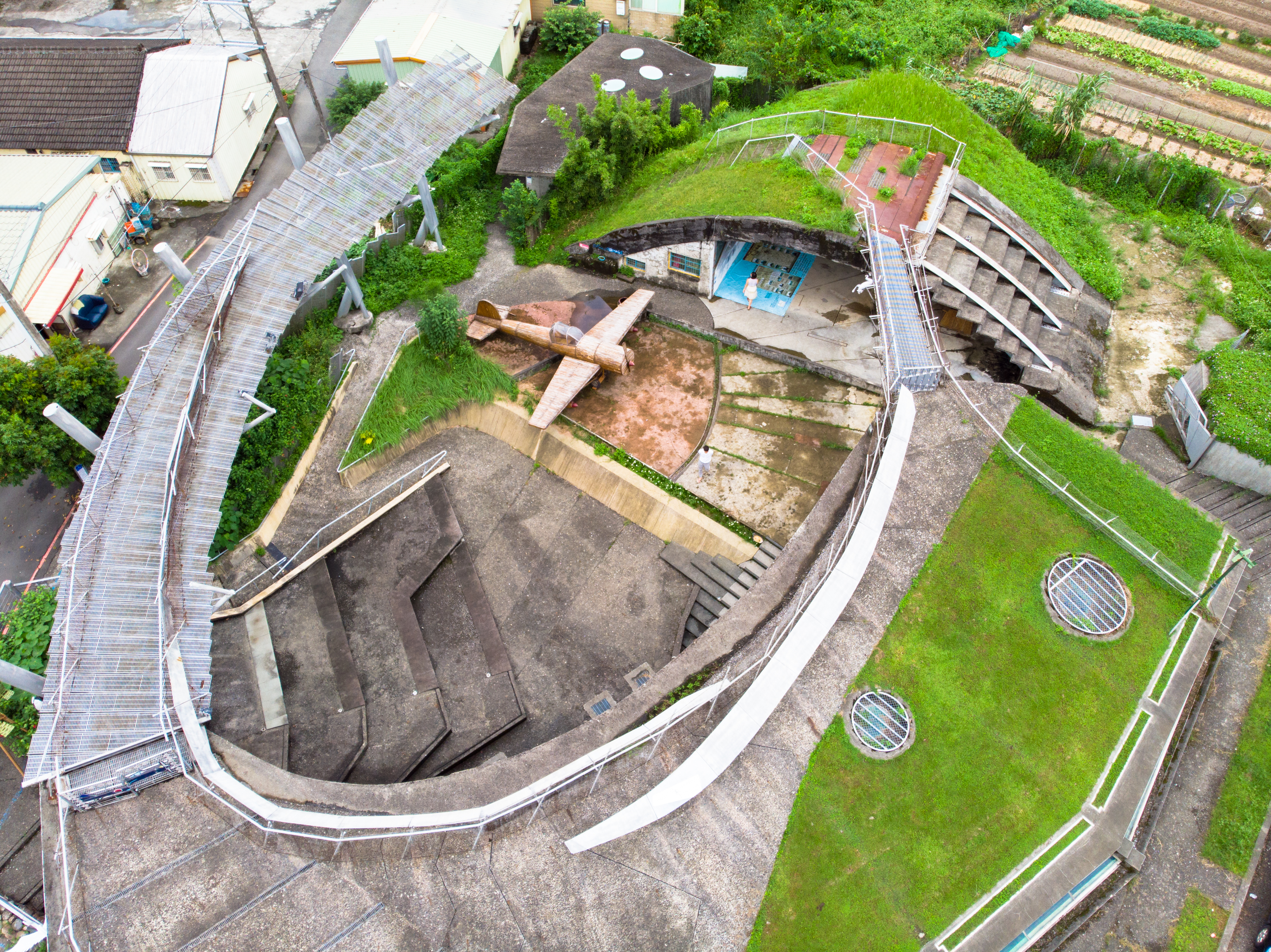
員山機堡

宜蘭機場（日语：宜蘭飛行場）是台灣日治時期宜蘭地區北機場、南機場、西機場（員山鄉內城附近）等三座機場的統稱。太平洋戰爭末期，這些場地是日軍神風特攻隊的基地之一。

## 配置
- 北機場（北飛行場）：民用機場，戰時軍方徵用。今址位於金六結營區，周圍仍有些碉堡[1]。
- 南機場（南飛行場）：軍用，宜蘭第一飛行基地。根據農航所1975年1月21日空照圖[2]，範圍涵蓋國立宜蘭大學城南校區與宜科一路及凱旋路之間的區域，跑道尾巴可以直接看到龜山島。
- 西機場（西飛行場）：軍用，宜蘭第二飛行場。今址位於員山鄉內城村金車酒廠，但沒有遺跡，周遭剩下數個機槍碉堡。

## 歷史

### 日治時期
宜蘭飛行場於昭和11年（1936年）6月30日完工，7月13日公告設置，7月15日舉行開場儀式。機場位於台北州宜蘭郡宜蘭街金六結，最初為民用機場，占地74,672坪。同年8月1日由日本航空輸送株式會社開啟旅客、貨物與郵便物運輸的航線（東線:臺北飛行場－臺中飛行場－高雄海軍用地，西線:臺北飛行場－宜蘭飛行場－花蓮港陸軍飛行場）。昭和13年（1938年）下半，日本航空輸送株式會社與國際航空株式會社合併而成大日本航空株式會社，昭和14年（1939年）4月開闢台灣島內循環線，加入增設的屏東與台東兩站，形成臺北─宜蘭─花蓮─臺東─屏東─臺南─臺中─臺北之東西回線。1939年6月29日，宜蘭飛行場擴大為81,845坪。

### 航空特別攻擊隊

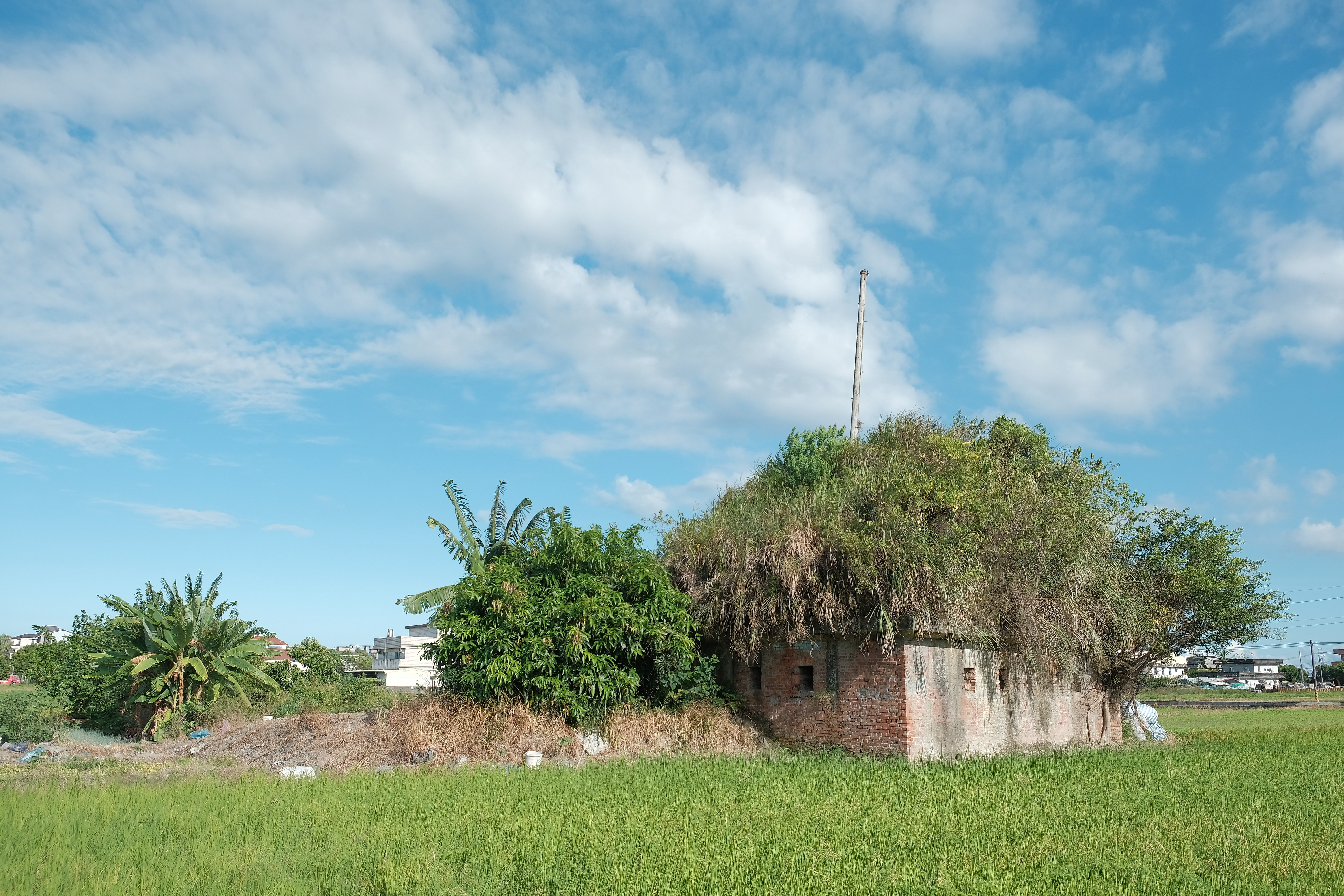
機場風向袋旗桿

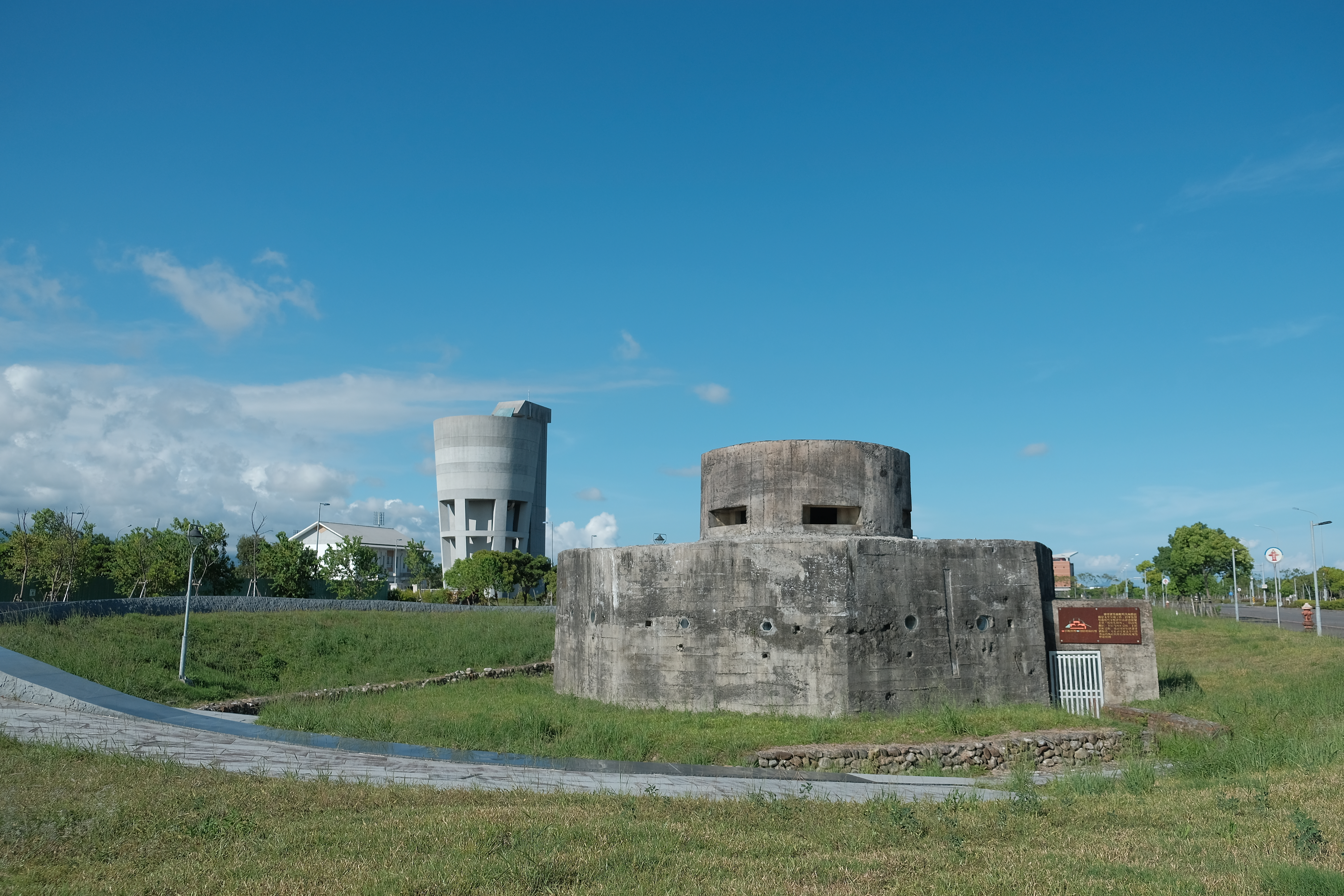
八角管制塔

臺灣的特攻執行部隊中，陸軍由第八飛行師團，海軍則是第一航空艦隊，陸軍航空隊使用宜蘭北與西機場，海軍航空隊則使用南機場。第八飛行師團於宜蘭佈署的特攻隊有飛行第19戰隊、飛行第20戰隊、飛行第105戰隊與誠第26戰隊，機種有一式戰鬥機和三式戰鬥機。海軍於宜蘭佈署的特攻隊為第205航空隊和第765航空隊，機種則有零式戰鬥機、九九式艦上爆擊機與九六式艦上爆擊機。宜蘭飛行場也是在台灣其他特攻隊飛往石垣基地、宮古島基地的中繼站，昭和20年5月以虎尾飛行場為基地的特攻隊－第132海軍航空中練隊（龍虎隊）的9架九三式中間練習機組成之特攻隊，即是自虎尾飛行場出發，先飛到宜蘭飛行場，而後再飛往石垣島出擊。
昭和20年（1945年）3月26日美軍主力登陸慶良間群島，開啟沖繩島戰役。由宜蘭飛行場出擊的日本陸海軍航空特攻隊，自昭和20年（1945年）4月11日開始，由陸軍飛行第19戰隊特攻隊大出博紹少尉率領的3架三式戰鬥機出擊開始，至同年6月7日橋爪和美一等飛行兵曹所屬神風特別攻擊隊第21大義隊的兩架零式戰鬥機出擊為止, 總共有62架特攻機自宜蘭出擊, 其中海軍航空隊員45名，陸軍有37名戰歿。
太平洋戰爭時，日軍徵用民用的北機場，並興建南機場，作為神風特攻隊起降用，並徵用民夫，用人力由北機場沿今日的復國巷拉到南機場。復國巷當時稱作飛行機路，原本很寬闊，現在已經變成小巷弄。
日軍曾在今進士里（進士路）附近，興建大群機堡，用來停放與保護戰機。大戰末期，曾經動員當地民眾、學生、農夫，揀拾稻草，製作假冒飛機，吸引美軍投彈，以減少市區傷亡。

### 戰後
戰後，由國民政府接收宜蘭飛行場，將北機場改為金六結新兵訓練中心，南機場在1946年處理掉日軍殘餘舊式飛機後，便轉移地方防衛部隊管理。在1945年至1996年間，中華民國空軍松山基地指揮部轄下的「空軍宜蘭基地勤務分隊」為連級編制，當時全隊約一百多人，除了有正副分隊長、輔導長、機務長、通信長、補給官、醫官之外，其餘為士官、士兵，負責防衛守護基地、緊急起降、緊急醫療救護、緊急補給。後來，縮編為排級編制，約略30－40人；後來，又再縮編為班級編制10－20人。

### 現況
南機場目前已變更為科學園區用地，將在當地開發新竹科學園區宜蘭園區。並有一部分原作為國立清華大學宜蘭校區，但因為經費不足導致遲遲無法開發，後由國立宜蘭大學接手為城南校區。宜大將此處作為「無人機創新研究飛行基地」，是國內第一個擁有空域的大學，並計畫再開發「青農創業育成基地」。

## 外部連結
- 《昭和20年5月13日、台湾にて、大西瀧治郎中将（右）と副官・門司親徳主計大尉》 （页面存档备份，存于）
- 《昭和20年4月28日、台湾・宜蘭基地から発進する、二〇五空特攻大義隊》 （页面存档备份，存于）
- 縣政府都市計畫測量隊 不小心發現機場 （页面存档备份，存于）
- 神風特攻隊機場 （页面存档备份，存于）
- 消失的機場
- 員山西機場 （页面存档备份，存于）
- 思源機堡尋訪
- 員山機堡尋奇 （页面存档备份，存于）
- 南機場風向帶臺灣文化部歷史古蹟藝文資產

- 南機場八角塔台中華民國文化部歷史古蹟藝文資產